# Megalopelma germanum
Megalopelma germanum är en tvåvingeart som först beskrevs av Oskar Augustus Johannsen 1910.  Megalopelma germanum ingår i släktet Megalopelma och familjen svampmyggor. Inga underarter finns listade i Catalogue of Life.